# 小松屋伝四郎
小松屋 伝四郎（こまつや でんしろう、生没年不詳）とは江戸時代の江戸の地本問屋。

## 来歴
享保年間に江戸の湯島天神女坂下において地本問屋を営業している。小松屋喜八、伝七郎と同じ一族と思われる。奥村利信の漆絵のほか、吉原細見を出版している。

## 作品
- 奥村利信 「三ぷくつい」 細判3枚組 漆絵 享保中期ころ
- 『吉原細見図』 享保10年